# Гриффитс, Клайв
Клайв Ле́сли Гри́ффитс (англ. Clive Leslie Griffiths; 22 января 1955) — валлийский футболист, защитник. Известен по выступлениям за английские клубы «Манчестер Юнайтед», «Плимут Аргайл» и «Транмир Роверс», а также за клубы Североамериканской футбольной лиги «Чикаго Стинг» и «Талса Рафнекс».

## Футбольная карьера
Уроженец Понтиприта (Уэльс), Гриффитс присоединился к футбольной академии «Манчестер Юнайтед» в 1970 году, а в январе 1972 года подписал с клубом профессиональный контракт. В основном составе «Юнайтед» дебютировал 27 октября 1973 года в матче Первого дивизиона против «Бернли» на стадионе «Терф Мур». В ноябре и декабре 1973 года провёл ещё шесть матчей за «Юнайтед», но после этого в основной состав не попадал. В 1974 году отправился в аренду в «Плимут Аргайл», за который провёл 13 матчей, а год спустя — в клуб Североамериканской футбольной лиги «Чикаго Стинг» (22 матча, 1 гол), главным тренером которого был экс-защитник «Манчестер Юнайтед» Билл Фоулкс.
В апреле 1976 года стал игроком английского клуба «Транмир Роверс». Провёл в клубе один сезон, после чего вернулся в американский «Чикаго Стинг» уже на постоянной основе. В 1979 год перешёл в другой американский клуб «Талса Рафнекс». В дальнейшем выступал за команды по индор-футболу «Чикаго Хорайзон» и «Канзас-Сити Кометс».
В 1983 году 28-летний Гриффитс, выступавший за «Канзас-Сити Кометс», прошёл курс химиотерапии в ходе лечения опухоли яичка, после чего продолжил играть в футбол в зале.